# Сухотин, Анатолий Константинович
Анато́лий Константи́нович Сухотин (1922—2012) — советский и российский учёный, доктор философских наук (1969), профессор (1970), заслуженный деятель науки РСФСР (1981), действительный член Международной академии наук высшей школы (1993).
Автор свыше 130 научных работ, в том числе 8 монографий. Ряд его научно-популярных книг и статей были переведены на иностранные языки: английский, испанский, немецкий, французский, китайский, польский, болгарский, чешский, эстонский, словенский.

## Биография
Родился 20 октября 1922 года в селе Ношино Ношинской волости Канского уезда Енисейской губернии, ныне Абанского района Красноярского края, в семье Константина Адриановича (1898—1977) и Александры Ивановны (1903—1995) Сухотиных.
В 1941 году окончил среднюю школу на прииске Южно-Енисейск (поселок Центральный) Удерейского (ныне Мотыгинского) района Красноярского края. С октября 1941 по август 1942 года преподавал историю в средней школе села Мотыгино. В августе 1942 года был призван в ряды РККА, стал участником Великой Отечественной войны. Сначала был рядовым, а после окончания в 1943 году курсов младших командиров в Кандалакше и в 1944 году курсов младших лейтенантов в Беломорске, занимал должности командира стрелкового взвода, роты и начальника штаба батальона 28-го гвардейского полка 10-й гвардейской стрелковой дивизии. Воевал на Карельском, Северном и 2-м Белорусском фронтах. Во время боев с Курляндской группировкой противника под Данцигом в феврале 1945 года, был ранен в ногу и отправлен в госпиталь. После излечения вернулся в свою часть. За неделю до окончания войны, находясь в Померании, Анатолий Сухотин получил тяжелое ранение осколками мины в руку и голову. После лечения в эвакогоспитале города Горького (ныне Нижний Новгород) был демобилизован, получив II группу инвалидности.
В августе 1945 года поступил на историко-филологический факультет Красноярского педагогического института (ныне Красноярский государственный педагогический университет). Через год перевелся на второй курс историко-филологического факультета Томского государственного университета, получал во время учёбы Сталинскую стипендию. В 1950 году окончил университет по специальности «Русский язык и литература». Затем продолжил своё образование в аспирантуре под руководством профессора К. П. Ярошевского. Одновременно преподавал на кафедре диалектики и исторического материализма ТГУ. В 1953 году защитил кандидатскую диссертацию на тему «Революционный демократизм М. Е. Салтыкова-Щедрина».
После защиты диссертации А. К. Сухотин работал преподавателем, старшим преподавателем, доцентом, заведующий кафедры диалектики и исторического материализма ТГУ. С 1958 по 1968 года был доцентом, заведующим кафедрой истории КПСС и философии Томского медицинского института (ныне Сибирский государственный медицинский университет). В 1968 году снова вернулся в ТГУ и с 1969 года работал доцентом кафедры философии и научного коммунизма. В 1969 году защитил докторскую диссертацию на тему «Гносеологический анализ емкости знания». С 1970 года — профессор, заведующий кафедрой философии. С 1987 по 1990 год — декан философского факультета Томского государственного университета, организатором которого он был. С мая 1994 года — профессор кафедры истории философии и логики ТГУ.
Также занимался и общественной деятельностью. Будучи членом ВКП(б)/КПСС с 1947 года, избирался членом парткома ТГУ, секретарем факультетского партбюро, работал пропагандистом райкома КПСС. На протяжении ряда лет Анатолий Константинович состоял внештатным лектором Томского горкома и обкома КПСС. Возглавлял Томское отделение философского общества СССР и городской научно-методический совет по философии, являлся председателем комиссии содействия Советскому фонду мира ТГУ, заместителем председателя президиума Томского областного отделения Всесоюзного общества «Знание».
Умер 18 декабря 2012 года в Томске.
Был женат на Л. Г. Сухотиной — учёном-историке.

## Заслуги
- Был награждён орденами Красной Звезды (1944), Отечественной войны II степени (1945) и Отечественной войны I степени (1985), а также медалями, в числе которых «За оборону Советского Заполярья» (1944), «За победу над Германией в Великой Отечественной войне 1941—1945 гг.» (1945), «Ветеран труда» и многие юбилейные медали.
- Заслуженный деятель науки РСФСР (1981), Почетный работник высшего профессионального образования РФ (1998).
- Заслуженный профессор Томского государственного университета (2004).
- Лауреат премии Томской области в сфере науки и образования (1996).